# Nymphalinae
Nymphalinae er en underfamilie af sommerfugle. Fra Danmark kendes 15 arter. Nogle kaldes egentlige takvinger, andre for pletvinger.

## Arter og slægter
De 15 arter i Nymphalinae, der er registreret i Danmark:
Egentlige takvinger
- Slægt Nymphalis
  - Kirsebærtakvinge (Nymphalis polychlorus)
  - Østlig takvinge (Nymphalis xanthomelas)
  - Det hvide L (Nymphalis vaualbum)
  - Sørgekåbe (Nymphalis antiopa)
- Slægt Vanessa
  - Admiral (Vanessa atalanta)
  - Tidselsommerfugl (Vanessa cardui)
- Slægt Aglais
  - Nældens takvinge (Aglais urticae)
  - Dagpåfugleøje (Aglais io)
- Slægt Polygonia
  - Det hvide C (Polygonia c-album)
- Slægt Araschnia
  - Nældesommerfugl (Araschnia levana)

Pletvinger
- Slægt Melitaea
  - Okkergul pletvinge (Melitaea cinxia)
  - Mørk pletvinge (Melitaea diamina)
- Slægt Mellicta
  - Brun pletvinge (Mellicta athalia)
- Slægt Euphydryas
  - Askepletvinge (Euphydryas maturna)
  - Hedepletvinge (Euphydryas aurinia)

## Galleri
| Galleri med danske arter i Takvingefamilien |
| --- |
| Egentlige takvinger ↓ - Perlemorsommerfugle ↓ Randøjer ↓ - Monark - Leptidea sinapis - Iris - Apatura iris - Poppelsommerfugl - Limenitis populi - Hvid admiral - Limenitis camilla Egentlige takvinger - Kirsebærtakvinge - Nymphalis polychloros - Østlig takvinge - Nymphalis xanthomelas - Det hvide L - Nymphalis vaualbum - Sørgekåbe - Nymphalis antiopa - Dagpåfugleøje - Aglais io - Admiral - Vanessa atalanta - Tidselsommerfugl - Vanessa cardui - Nældens takvinge - Aglais urticae - Det hvide C - Polygonia c-album - Nældesommerfugl - Araschnia levana Pletvinger - Okkergul pletvinge Melitaea cinxia - Mørk pletvinge Melitaea diamina - Brun pletvinge Mellicta athalia - Askepletvinge Euphydryas maturna - Hedepletvinge Euphydryas aurinia Perlemorsommerfugle - Kejserkåbe Argynnis paphia - Østlig perlemorsommerfugl - Argynnis laodice - Markperlemorsommerfugl Argynnis aglaja - Skovperlemorsommerfugl Argynnis adippe - Klitperlemorsommerfugl - Argynnis niobe - Storplettet perlemorsommerfugl Issoria lathonia - Engperlemorsommerfugl Brenthis ino - Moseperlemorsommerfugl Boloria aquilonaris - Brunlig perlemorsommerfugl Boloria selene - Rødlig perlemorsommerfugl Boloria euphrosyne - Violet perlemorsommerfugl Clossiana dia Randøjer - Galathea Melanargia galathea - Sandrandøje Hipparchia semele - Skovbjergrandøje Erebia ligea - Græsrandøje Maniola jurtina - Engrandøje Aphantopus hyperanthus - Buskrandøje Pyronia tithonus - Moserandøje Coenonympha tullia - Okkergul randøje Coenonympha pamphilus - Perlemorrandøje Coenonympha arcania - Herorandøje Coenonympha hero - Skovrandøje Pararge aegeria - Vejrandøje Lasiommata megera - Skovvejrandøje Lasiommata maera - Bjergvejrandøje Lasiommata petropolitana |